# Geranomyia suensoniana
Geranomyia suensoniana là một loài ruồi trong họ Limoniidae. Chúng phân bố ở miền Cổ bắc.